# Каука (язык)
Каука, или коконуко (Cauca) — мёртвый индейский язык, возможно, являвшийся диалектом коконукского языка, на котором раньше говорил народ гуамбино, который проживает в департаменте Каука в Колумбии. Возможно, имеет пару с мёртвым языком арма.